# باكنغهام
باكنغهام (بالإنجليزية: Buckingham)‏ هي مدينة في شمال باكينغهامشير، انكلترا، على مقربة من حدود نورث هامبتون وأكسفوردشير. يبلغ عدد سكانها 12043 (تعداد 2011 ). باكنغهام هي أيضا أبرشية مدنية في تعداد المجلس البلدي .

## أعلام
- كريستوفر هاريس
- سام بالدوك
- فيرن فيلنوف

### استشهادات
- "County of Buckingham" ، Encyclopædia Britannica, 9th ed.، Vol. IV، New York: Charles Scribner's Sons، 1878، ص. 417.
- "Buckingham" ، Encyclopædia Britannica, 11th ed.، Vol. IV، كامبريدج: Cambridge University Press، 1911، ص. 727.

## وصلات خارجية
- Buckingham official website
- Buckingham Town Council
- Bucks County Council Unlocking Buckinghamshire's Past: Buckingham
- The Buckingham Society
- Buckingham – Mouvaux Twinning Association